# Áine
Áine [ˈɑːnʲə] ist ein häufiger Name in der keltischen Mythologie Irlands. Ihr heiliger Berg ist der 164 m hohe Cnoc Áine (heute Knockainey Hill im County Limerick) in Munster (Irland). Sie ist die Patronin von Munster, obwohl in ganz Irland Orts-, Berg- und Quellennamen mit ihr verbunden sind.
Im Lebor Gabala Eirenn wird eine Áine als Tochter des Partholon und später auch als Tochter des Dagda, in der Sage von Diarmuid und Gráinne als Tochter des Manannan genannt. Ihr Bruder soll der Feuerdämon Aillén sein.
Heute tritt Áine in Irland als weiblicher Vorname mit der Bedeutung „der Glanz“ auf.

## Die Feen
- Siehe auch: Anu, Kapitel: Anu und die Fee Áine

In der irischen Literatur und Folklore tragen mehrere Feengestalten den Namen Áine. In der Sage über die Schlacht von Mag Mucrama (Cath Maige Mucrama) wird erzählt, dass die Fee auf dem Cnoc Áine (heute Knockainey Hill bei Limerick) vom König Ailill Aulom vergewaltigt und Áines Vater vom Begleiter des Königs erschlagen wurde. Aus Rache biss sie Ailill die Ohren ab, was zu seinem Namen führte (aulom, „ohne Ohren“).
Eine andere Fee Áine hatte in ihrer Jugend einmal geschworen, nie mit einem Mann zu schlafen, der schon graue Schläfen hatte. Als sie etwas älter war, verliebte sie sich in den jungen Helden Fionn mac Cumhaill. Die Fee Miluchradh verliebte sich jedoch ebenfalls in Fionn und so wandte sie eine List an, um Fionn für sich zu gewinnen. Da sie von Áines Schwur wusste, verzauberte sie einen See und ließ Fionn in diesem nach einem Goldring tauchen. Als er den See verließ, hatte er silbrig glänzende Haare, so dass Áine ihn verschmähen musste.
Nach Bernhard Maier und Helmut Birkhan ist Áine auf eine Gestalt aus der vorchristlichen Mythologie zurückzuführen. Der zukünftige König Irlands hatte mit dieser weiblichen Schutzgottheit eine „Heilige Hochzeit“ (altirisch banais rígi) zu vollziehen, um sein Amt antreten zu können.

## Namensträgerinnen
- Áine Brady (* 1954), irische Politikerin
- Áine Ceannt (1880–1954), irische Aktivistin
- Áine O’Gorman (* 1989), irische Fußballspielerin